# Черен марлин
Черен марлин (Istiompax indica) е вид лъчеперка от семейство Марлинови (Istiophoridae), единствен представител на род Istiompax.
Черният марлин е най-бързият представител на водното царство. Може да развие скорост до 129 км./ч

## Разпространение
Видът е разпространен в Австралия, Американска Самоа, Ангола, Асенсион и Тристан да Куня, Бангладеш, Бахрейн, Бенин, Вануату, Виетнам, Габон, Гамбия, Гана, Гватемала, Гвинея, Гвинея-Бисау, Гуам, Демократична република Конго, Джибути, Египет, Еквадор (Галапагоски острови), Еритрея, Йемен, Израел, Индия (Андамански и Никобарски острови), Индонезия, Иран, Кабо Верде, Камбоджа, Камерун, Кения, Кирибати, Китай, Кокосови острови, Колумбия, Коморски острови, Коста Рика, Кот д'Ивоар, Кувейт, Либерия, Мавритания, Мавриций, Мадагаскар, Майот, Малайзия, Малдиви, Малки далечни острови на САЩ (Лайн и Уейк), Маршалови острови, Мексико, Мианмар, Микронезия, Мозамбик, Намибия, Науру, Нигерия, Никарагуа, Ниуе, Нова Зеландия, Нова Каледония, Обединени арабски емирства, Оман, Остров Норфолк, Остров Рождество, Остров Света Елена, Острови Кук, Пакистан, Палау, Панама, Папуа Нова Гвинея, Перу, Питкерн, Провинции в КНР, Реюнион, Русия, Салвадор, Самоа, Саудитска Арабия, САЩ, Северна Корея, Северни Мариански острови, Сейшели, Сенегал, Сиера Леоне, Сингапур, Соломонови острови, Сомалия, Тайван, Тайланд, Танзания, Того, Токелау, Тонга, Тувалу, Фиджи, Филипини, Френска Полинезия, Хондурас, Чили (Великденски остров), Шри Ланка, Южна Африка, Южна Корея и Япония.